# 匡提科
匡提科（Quantico）原稱波多馬克（Potomac），是美國弗吉尼亞州威廉王子縣的一個鎮，波多馬克河流經此处。
Quantico一词是英国殖民者记录为Pamacocack的Doeg村庄名称的衍生词。
雖然按2010年美國人口普查當地只有480位居民，周邊两侧被匡提科海軍陸戰隊基地包围。该基地是海军陆战队重要的訓練基地，也佈署了其他美軍及聯邦執法機構。